# Овеча
Овеча́ —  село в Україні, у Коровинській сільській громаді Роменського району Сумської області. Населення становить 61 осіб. До 2017 року орган місцевого самоврядування — Рубанська сільська рада.

## Географія
Село Овеча знаходиться на відстані 1,5 км від сіл Тимощенкове, Юхти, Шкроботи і Рубанка. По селу протікає пересихаючий струмок з загатою.

## Історія
- 12 червня 2020 року, відповідно до розпорядження Кабінету Міністрів України № 723-р «Про визначення адміністративних центрів та затвердження територій територіальних громад Сумської області», село увійшло до складу Коровинської сільської громади[1].
- 19 липня 2020 року, в результаті адміністративно-територіальної реформи та ліквідації  Недригайлівського району, громада увійшла до складу новоутвореного Роменського району[2].